# Nadjet Chegoufi
Nadjet Chegoufi est une gymnaste artistique algérienne.

## Carrière
Nadjet Chegoufi est médaillée de bronze par équipes aux Jeux africains de 2007 à Alger.